# Helsingør Syklub
Helsingør Syklub eller blot Syklubben, er dæknavnet for en af de illegale transportgrupper, der bragte flygtninge, modstandsfolk, våben og kurérpost over Øresund under 2. Verdenskrig. Navnlig er gruppen kendt for sin indsats i forbindelse med redningen af de danske jøder - det angives, at gruppen reddede en væsentlig del af de omkring 7000 jøder til Sverige i slutningen af 1943.
I Helsingør var der en del borgere, som hjalp de danske flygtninge. Men der var også mange fiskere, som krævede store pengebeløb, da de tyske forfølgelser af danske jøder satte ind i efteråret 1943, Som protest mod denne aktivitet blev gruppen dannet spontant af fire helsingoranere for at hjælpe militærfolk samt eftersøgte modstandsfolk og andre flygtninge over Øresund til Sverige. De fire var bogbinder Erling Kiær, Kriminalassistent Thormod Larsen, redaktør Børge Rønne og kontorassistent ved politiet Ove Bruhn.
Den 10 oktober 1943 anskaffede Syklubben sin egen båd og de fire mænds indsats for at hjælpe flygtningene begyndte. Hertil kom Kjærs rolle som ”postbud” for en korrespondance, der ikke umiddelbart var beregnet for tyske læsere. Flugten foregik overvejende fra Snekkersten og Gilleleje. I midten af okt. 1943 måtte Kiær selv melde sig som flygtning i Sverige. Han fortsatte imidlertid sit illegale arbejde. Fra Helsingborg foretog han regelmæssige sejlture til den danske kyst for at bringe flygtninge og post til Sverige.
Erling Kiær arbejdede efterhånden tæt sammen med Helsingborgs Politi: Politiintendent Friiberg, Overkonstabel Palm og konstablerne Olson og Feldt. Disse svenske embedsmænd omgik egne myndigheders krav om absolut neutralitet. I december 1943 anskaffede ”Syklubben” en ny og hurtigere båd. I januar 1944 fik Kiær-ruten, Helsingør Syklub, officiel anerkendelse fra de svenske myndigheder i Stockholm. Fra januar 1944 intensiverede tyskerne deres egen patruljering med alvorlige følger for flugtruterne.
12 maj 1944 blev gruppens motorbåd opbragt ud for Ellekilde Hage af tyske patruljebåde. Flere af gruppens medlemmer måtte betale meget høje priser for deres modstandsarbejde. Bl.a. kan det nævnes, at Kiær i maj 1944 blev sendt til kz-lejren Porta Westfalica. Han overlevede, men var resten af sit liv mærket af opholdet. Herudover blev Thormod Larsen, under en aktion den 20. januar 1944, skudt i maven af tyskerne og var meget tæt på at miste livet.
I 1989 fik Syklubben en hæderfuld plads i verdenshistorien, da Syklubbens båd Ö3 blev sendt til Washington DC for at indgå i det kommende United States Holocaust Memorial Museums permanente udstilling.
Syklubbene, blev meget hurtigt til en omfattende organisation. 25 år efter krigen forsøgte nogle af Syklubbens kernemedlemmer at danne sig et overblik over, hvem de betragtede som en del af Syklubben. Det endte med at omfatte ca. 150 navne.

## Ekstern henvisning og kilde
- www.oresundstid.dk